# Centrale nucléaire Santa María de Garoña
La Centrale nucléaire Santa María de Garoña est une centrale arrêtée située dans le Nord de l'Espagne, dans la province de Burgos, près de Alava.

## Description
Cette centrale comporte un réacteur à eau bouillante (REB) de conception General Electric, de puissance nominale 466 MWe, dont la mise en service a été effectuée en 1971. Le site appartient à Endesa et Iberdrola.

### Incidents
Début mai 2009 un problème de combustible a provoqué une légère augmentation de l'activité à l'intérieur du réacteur.
En mars 2012, au cours d’une manœuvre de diminution de la puissance, la pression de la vapeur ayant baissé plus que prévu a entraîné l'arrêt automatique du réacteur.
En juin 2012, des militants de Greenpeace ont survolé la centrale en parapente pour dénoncer le "manque de sécurité" de cette installation.

## Fermeture
Le Parlement basque a demandé à plusieurs reprises la fermeture de la centrale, qui inquiète également les écologistes à Bayonne, élus ou membres de Bizi.
Le parti socialiste de Zapatero, réélu en 2008, a promis dans son programme électoral une sortie progressive du nucléaire civil, les centrales arrivant à fin de terme devant être fermées dans la mesure où l'approvisionnement énergétique du pays demeurait garanti. Il devait se prononcer en juin 2009 sur la fermeture effective de la centrale de Garoña, prévue pour 2011. Le Conseil de sécurité nucléaire s'est lui prononcé en faveur de la prorogation, pour dix ans, de la licence de la centrale, à condition que la sécurité soit renforcée.
Pour des raisons fiscales, la centrale a été arrêtée définitivement le 31 décembre 2012, six mois avant l'expiration de sa licence.